# Litopedia

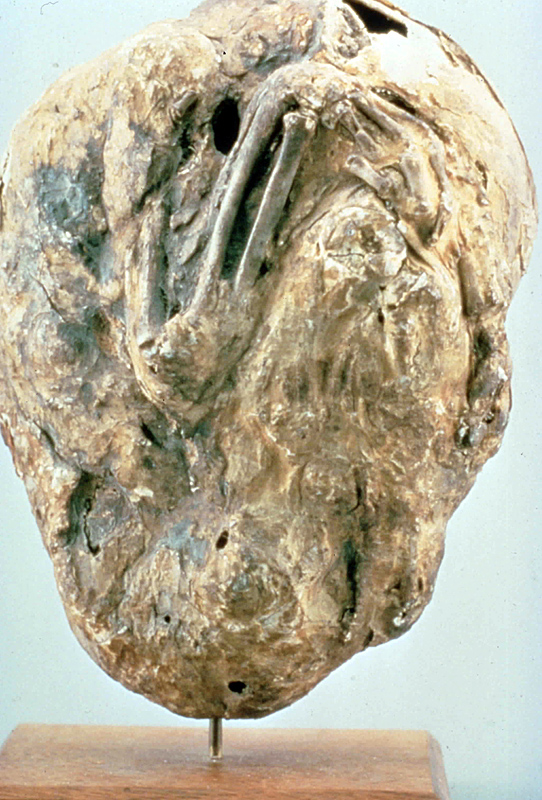
Aquest fetus mort i calcificat romandre uns 50 anys en el ventre de la seva mare (Arxius mèdics militars dels Estats Units).

El litopedion o litopedia (del grec λίθος "pedra" i παιδίον "nen") és una rara situació mèdica en dones embarassades, que es dona quan ocorre un embaràs extrauterí o embaràs abdominal, si aquest és asimptomàtic o no es diagnostica, i el fetus comença una etapa de petrificació. Aquest casos es produeixen al voltant de 0.0045 % de totes les gestacions i es pot confondre amb un tumor d'ovari. Tot i que la incidència de l'embaràs extrauterí ha anat en augment, l'informe de litopedion és cada vegada menys freqüent gràcies al descobriment precoç dels embarassos abdominals.
Aquesta malaltia és tan rara que només es coneix a través de comptades referències d'antics textos mèdics. El cas de Lusianni Isa, de 65 anys, ocorregut a Haití en 2011 és un exemple d'aquestes situacions. El mes de maig de 2012 aparegué un cas als mitjans de comunicació, el de Zahra Aboutalib del Marroc. També a Colòmbia s'ha informat d'alguns casos. El juny de 2015, també es va reportar un nou cas a Xile d'una dona de 92 anys amb un fetus momificat d'aproximadament 50 anys.